# Gates (New York)
Gates ist eine US-amerikanische Kleinstadt (Town) im Monroe County des Bundesstaats New York. Das U.S. Census Bureau hat bei der Volkszählung 2020 eine Einwohnerzahl von 29.167 ermittelt. Gates ist ein Vorort der Stadt Rochester. Die Stadt ist nach General Horatio Gates benannt.

## Geschichte
Die Stadt Gates wurde 1797 als Northampton im Ontario County gegründet. Im Jahr 1808 wurde die Stadt unterteilt und der Teil, der immer noch Northampton hieß, wurde in Town of Gates umbenannt und am 1. April 1813 zu Ehren von General Horatio Gates gegründet. Im Jahr 1821 wurde Monroe County gebildet, einschließlich der Stadt Gates. Teile der Stadt wurden später abgetrennt, um die Stadt Rochester und die Stadt Greece zu bilden, die beide heute an die Stadt grenzen.
Das Franklin Hinchey House in Gates wurde 1983 in das National Register of Historic Places aufgenommen.

## Demografie
Nach einer Schätzung von 2019 leben in Gates 28.251 Menschen. Die Bevölkerung teilt sich 2017 auf in 80,0 % nicht-hispanische Weiße, 9,5 % Afroamerikaner, 0,2 % amerikanische Ureinwohner, 3,2 % Asiaten, 0,1 % Sonstige und 1,7 % mit zwei oder mehr Ethnizitäten. Hispanics oder Latinos machten 5,2 % der Bevölkerung aus. Das mittlere Haushaltseinkommen lag bei 58.610 US-Dollar und die Armutsquote bei 6,3 %.